# 科罗拉多领地
科罗拉多领地（英語：Territory of Colorado）作为美国合并建制领土存在于1861年2月28日至1876年8月1日，之后以科罗拉多州名义加入联邦。
此领地于1858-1861年间的派克峰淘金潮初期合并建制并拥有了这一地区第一个大型的白人聚居区。组织成立科罗拉多领地的法案于1861年2月28日在美国国会通过并由总统詹姆斯·布坎南签署通过。值得注意的是，法案是在南北战争期间，美国南部各州未出席的情况下通过的。科罗拉多领地的边界与现在科罗拉多州的边界完全相同。这个领地的组建帮助联邦加强了对落基山脉沿线矿产丰富的地区的控制。成立为州的想法迅速扩张，但是在安德鲁·约翰逊总统于1865年动用否决权的阻止下陷入困境。 这个问题在尤利西斯·辛普森·格兰特在任期间持续，而他在美国重建时期试图建立科罗拉多州的努力却遭到国会反对。科罗拉多领地最终于1876年以科罗拉多州名义加入联邦，也意味着科罗拉多领地结束存续。

## 介绍
这一领地是以两年前派克峰淘金潮划出的领地为基础，加上落基山脉两侧的一些领地形成的。分界线东侧的领地包括了堪萨斯领地西部，内布拉斯加西南部的部分领地和新墨西哥领地东北部的一小块领地；分界线西侧的领土包括了犹他领地东侧的大部被乌特人和休休尼人控制。 东部的大平原则被夏安族和阿拉帕霍人的混血，以及波尼人，科曼奇人和基奧瓦人控制。 在1861年领地建立前的十天，阿拉帕霍人和夏安人同意割让他们控制的平原大部给白人定居者，作为交换，他们被允许继续居住在他们的传统领地中只要他们可以容忍宅地法的规定。在南北战争结束的1865年，美国原住民已经基本上在大平原（High Plains）上消失了。

## 历史
科罗拉多领地在成为美国领土之前经历了三个阶段：1803年的路易斯安那购地（包括确认这一购买的1819亞當斯-奧尼斯條約），1845年的吞并德克萨斯和1848年的墨西哥割讓地。美墨边界在美墨战争结束的1848年由瓜达卢佩-伊达尔戈条约确认，而德克萨斯州的边界最终在国会通过1850年妥协案中得以确认。

### 原住民
这片最终成为科罗拉多领地的地方最早由主要居住于西科罗拉多和东部大平原的乌特族和居住在科罗拉多西南，西部和一部分东南地区的阿那萨吉人占据。科曼奇和基卡利拉分支的阿帕奇人原本也占据这个领地的东南的一些土地。阿拉帕霍人和夏安族也在此处狩猎，有时也居住于较远的领地东部和东南部地区。

### 非原住民的探索
最早探索这里的欧洲人是一些西班牙探险家，其中就包括弗朗西斯科·巴斯克斯·德·科罗纳多，虽然他只是在1540至1542年探索了现在科罗拉多东南部的边界。1776年，弗朗西斯科·阿塔纳西奥·多明戈斯和西尔维斯特·贝莱斯德·埃斯卡兰特在后来被称为多明格斯 - 埃斯卡兰特远征的行动中探索了现在科罗拉多东南部的领土.
其他著名的相关探险包括1806至1807年泽布伦派克的派克探险，1820年由斯蒂芬·H·朗完成的对普拉特河北岸（如今被称为朗斯峰）的探索，1845至1846年约翰·弗里蒙特的努力和1869年约翰·威斯利·鲍威尔的鲍威尔地理探险行动。

### 早期的聚居，贸易和金矿开采
1779年，新墨西哥州长安札在科罗拉多西南战胜了在佛得领导下的科曼奇人。双方于1876年签订和和平协议并且约定共同对抗阿帕奇族。
一些切羅基人在加利福尼亞淘金潮期间跨过南普拉特河和卡什拉普德尔河河谷前往加利福尼亚。 他们声称在穿过山脉期间在南普拉特河周围发现了储量丰富的金矿。在南方的圣路易斯山谷，一些墨西哥家庭从墨西哥政府手中得到了地块，虽然这些地权之后和美国的领土要求相重合。
19世纪初，南普拉特河上游出现了很多皮草商人，但是此时还没有形成永久聚居区。第一个建立美国聚居区的热潮开始于1854堪薩斯.內布拉斯加法案通过以后，这个法案保障了私人获得土地的权利。在这些居民中包括之前来到并困在这里的皮草商人，包括安托万·詹尼斯和拉勒米堡，后者在1858年在卡什拉普德尔河旁的拉波特建立了一个小镇。
1858年，格林.罗素和其他乔治亚人从加利福尼亚返回的切罗基人那里听说了南普拉特河的金矿。当年夏天他们在Auraria，在南普拉特河与樱桃溪交界处建立了采矿点， 并且在当年冬天举家迁到这里。在阿肯色河的本特堡垒，罗素告诉堪萨斯人小威廉.拉里默他们发现的金矿。意识到这个挣钱的好机会，拉里默赶到了Auraria。1858年11月他声索了樱桃溪的一大块地方并以当时的堪萨斯领地首长詹姆斯 W. 丹佛的名字命名这片地方为丹佛。拉里默自己并没有试图去开采黄金；他是想建立一个新城并且向淘金者售卖房地产。
拉里默建立新城的计划一夜成功，转年春天堪萨斯领地西部和南普拉特河下游聚集了大量淘金者（现在被称为科罗拉多淘金热）。之前的居民迅速逆流搬迁到山中去寻找更多的金矿资源，并且建立了很多采矿营，包括黑鹰城和中心城。另一些人。包括威廉 A.H. 拉夫兰，在丹佛西部的山脚下建立了戈尔登，以争抢采矿需要的各种补给。

### 领地建立的尝试
建立科罗拉多领地的尝试几乎同时开始了。丹佛和戈尔登的居民在建立小镇不到一年时间就积极推动领地的建立。 这个运动由“落基山脉新闻”的发行者威廉·拜尔斯和试图成为第一位领地首长的拉里默领导。1859年，居民建立了傑弗遜領地并举行了大选，但是美国国会却不承认这个领地并不授予任何合法身份。
国会授权被奴隶问题所阻碍，控制参议院并支持奴隶制度的民主党和控制众议院并反对奴隶制度的共和党互不相让。 这种对立最终导致了1861年的美国南北战争，而大量民主党议员退出参议院的行为最终使共和党控制了国会两院，并且扫清了建立新领地的障碍。三个新领地在几天之内建立了：2月28日建立了科罗拉多领地，3月1日建立了内华达领地，3月2日建立了达科他领地。
科罗拉多领地正式通过1861年2月28日的国会法案建立，包括了部分曾经属于的堪萨斯，内布拉斯加，犹他和新墨西哥的领地。理论上说科罗拉多领地里奴隶制直到1857年斯科特诉桑福德案判决之前都是合法的，但是这个问题却因为南北战争期间大量支持联邦的居民的存在而变得无需讨论。“科罗拉多”这个名字本来由参议员亨利·S. 富特在1850年提出作为现在加利福尼亚35°45'以南领地的建制名。旧科罗拉多城本来选为领地首府，但是很快被戈尔登城取代，直到领地建立5年后的1881年，丹佛城才成为领地临时首都。

### 南北战争
南北战争期间，新矿工涌入的风潮渐渐平息，许多人甚至离开领地参战去了。留在这里的密苏里人成立了两个志愿团和家园保卫民兵组织。最然志愿团本来驻扎在远离战事的战场周围，但是随着1862年联盟军和德克萨斯军由亨利·西布利领导的对新墨西哥领地的入侵，形势变得非常严峻。亨利·西布利的新墨西哥战役计划本来就是一个旨在向科罗拉多以北拉勒米堡进攻并切断联邦与加利福尼亚领地联系的战争的前奏，而科罗拉多人在爱德华·坎比将军和约翰 M. 奇温顿的指挥下在格洛列塔小径战斗中击败了西布利并挫败了联盟国的计划。

### 科罗拉多战争：美国与夏安族和阿拉帕霍族印第安人的对抗
在1851年拉勒米堡条约签订时，美国保证夏安族和阿拉帕霍族在科罗拉多地区的控制权，包括落基山脉东坡北普拉特河与阿肯色河之间的东部平原。拉勒米堡协议中的第四条允许美国公民合法居住或者穿越印第人的领地。因为当法案通过时这里还没有发达的铁路运输和金矿的诱惑，很少有白人愿意在现在科罗拉多领地的地方定居。19世纪60年代开始，在科罗拉多淘金热和宅地法的鼓动下大量美国人进入和印第安人的领地，并使美国公民和原住民的关系迅速恶化。1861年2月18日签署的智者堡协议中，许多夏安族和阿拉帕霍人的首领同意美国代表的要求，允许美国人进入十年前的协议中划给印第安的土地并定居，只保留和很小的一块在阿肯色河与大桑迪溪之间的保留地。这个新的协议使每个代表获得了40英亩（16万平方米）的土地。美国本希望通过智者堡协议使印第安人能留在这片土地成为农民。 根据协议第5条规定，美国方面则同意支付15年期每年$30,000的租金以及提供一个伐木场，至少一个技工店，一间留给翻译的住宅和一名磨坊工程师。
许多印第安人反对这个新协议，声称那些参与会议的酋长没有权利去签订，或者声称他们是被迫签订协议，于是拒绝执行这个协议，并且对到来的进入他们狩猎区的白人更加敌视。 这种紧张状态持续加剧，尤其是在科罗拉多领地首长约翰埃文斯在1862年宣布组织那些从内战返回的科罗拉多志愿民兵为一个国民警卫团，并且以盗窃的名义对印第安人坚决镇压之后。1864年8月21日，30名印第安人攻击了4名正在放牛的前科罗拉多骑兵。其中的3人安全返回了科罗拉多的弗兰克镇但是另一个人Conrad Moschel却失踪了。 几天后人们发现他被火器和弓箭射中并被夏安族人剥去头皮作为战利品。这种行为彻底激怒了科罗拉多的美国人。在几次后来被称为科罗拉多战争的小规模冲突之后，1864年11月，800名国民警卫团的士兵在痛饮之后攻击了大桑迪溪周围的夏安族和阿拉帕霍人的居住地，杀死了大约150到200名印第安人，其中绝大多数是老幼妇孺。这次后来被称为沙溪大屠殺的行动甚至引发了在1865年3月到4月由美国国会战争行为联合委员会组织的听证会。听证会结束后，国会联合委员会在1865年5月4日提交的报告中形容约翰 奇温顿上校和他的士兵们的行为是“愚蠢，卑鄙，残忍和懦弱的”。
不管怎么说，大屠杀的组织执行者从没有受到过法律制裁，而且这场战争最终导致余下的阿拉帕霍族，夏安族，基奧瓦人和科曼奇人离开的科罗拉多领地而进入了奥克拉何马州。

### 推动称为联邦州
南北战争之后，一场推动领地称为联邦州的行动随即展开，而美国国会也在1865年末通过了加入法案，只是这个法案被总统安德鲁·约翰逊否决。之后的11年间，这场运动几次受阻，虽然非常接近成功。继任的尤利西斯·辛普森·格兰特本来在1870年同意了建州的请求，但是国会却选择无动于衷。
与此同时，领地居民发现自己正在受到缺乏铁路交通的威胁。 19世纪60年代末，许多丹佛人卖掉了生意前往了达科塔领地中拥有横贯大陆铁路的拉勒米和夏延。 面对城镇衰落被北部各镇取代的威胁，丹佛人大量投资开始建设从拉勒米引入铁路线的丹佛太平洋铁路。而堪萨斯太平洋铁路也于两个月后引入丹佛。这个行动确保了丹佛的当时地位以及未来成为区域大城市的可能性。领地最终于1876年以联邦州身份加入联邦。

## 领地首都
以下三个早期建立的城镇有幸成为领地首都
- 旧科罗拉多城 (1861–63)
- 戈尔登 (1863–69)
- 丹佛 (1869–76)

### 政府建筑
在科罗拉多领地政府存在的绝大多数时间中，政府其实都不拥有一个政府建筑，而只是一直在租用各种建筑。 如今，其中两个曾用作政府办公地点的建筑保存了下来：曾经的木料大楼和在戈尔登市中心公园旁，曾完整进驻立法机构、领地图书馆（1868年迁出）、甚至有可能有领地高等法院（1866-67年迁出）的拉夫兰大楼。 其他被用作政府办公地点的建筑包括：
- 最初的拉夫兰大楼（1859–1933使用，位于戈尔登华盛顿大街1107号，并于1862-66年作为领地管理中心）
- Overland旅馆（1859–1910使用，位于戈尔登华盛顿大街1117号，并与1862-66年作为领地议会)，以及
- 行政大楼（使用时期不明，大约在戈尔登Arapahoe街，并于1866-67年间作为政府特别分支。

## 参开资料
1. ↑  . University of Michigan Digital Library Production Service.   [2008-03-19]. （原始内容存档于2021-02-26）.